# Хустайн-Нуруу
Хустайн-Нуруу — національний парк в аймаці Туве (Монголія) за 95 км на захід від Улан-Батора, лежить на території сомонів Алтанбулаг, Аргалант та Баянхангай. Площа парку — 50 600 га.

## Кінь Пржевальського
На території парку проживає 46 видів ссавців, однак він більш відомий завдяки проекту з відновлення популяції коня Пржевальського. Проект з відновлення цих тварин розпочався ще у 1992 році, коли в Монголію завезли 15 коней Пржевальського із зоопарків Голландії. Згодом завозилися тварини з Росії, Голландії, України (з Асканії-Нової), США. І хоча не всіх їх удалося зберегти, однак на території національного парку виросло приблизно 100 нових коней. Експеримент з реакліматизації коня Пржевальського закінчено, поголів'я коней у Хустаї становить 147 голів, об'єднаних у 14 табунів, 13 з яких призначені для розведення, один — табун самців.

## Цікаві факти
- У заповіднику є традиція давати кличку новонародженому жеребцю. Відвідавши парк, президент Монголії Багабанді назвав одного із жеребців Нарстай.
- За право назвати новонародженого жеребця туристи платять 100 доларів США за ім'я, за право попрацювати в національному парку — 40 доларів на місяць. Щороку парк відвідує 3000 туристів.

## Пам'ятки
На території заповідника Хустай є руїни буддійського монастиря.